# البطولة الوطنية التونسية 1977–78
الدوري التونسي لكرة القدم 1977-1978 هو الموسم رقم 23 من الرابطة التونسية المحترفة الأولى لكرة القدم. أفضل 16 ناديا تونسيا يلعبون فيما بينهم ذهابا وإيابا.

فاز بهذا الموسم النادي الرياضي الصفاقسي، وجاء ثانيا النادي الأفريقي وثالثا النجم الرياضي الساحلي.